# 尼亚洞
尼亚洞（马来文：Gua Niah，英语：Niah Caves）是位于马来西亚砂拉越美里的尼亚国家公园内的溶洞穴群。考古学家在尼亚洞中发现了距今四万年的现代人遗迹。洞中还有距今逾12000年的壁画。此外，尼亚洞也是燕窝的生产地。尼亚洞常年栖息着500万只金丝燕和蝙蝠。
尼亚国家公园有许多有趣和令人印象深刻的景点。这地区是4万年前人类的居住中心，拥有世界最大之一的洞穴入口，旧石器时代和新石器时代的遗址以及铁器时代的洞穴壁画。附近的壁画洞穴画着亡魂乘船到来世的行程，洞穴的石地上还有“死亡船”的遗迹 – 船形棺材（这些珍藏已经被迁移到砂拉越博物馆）。周边地区由茂密的热带雨林所覆盖，其中包含了许多不同品种的野生动物和植物。即使到了今天，这些洞穴对当地社群依然非常重要，燕窝和鸟粪的收集提供了不错的收入来源。尼亚洞穴是一个很惬意的旅游景点，游客可以在这里耗上几天，虽然大部分景点游客可以在白天就可拜访。
尼亚国家公园位于尼亚河，距离巴都尼亚小镇约3公里，在美里西南部110公里处。这里有一个游客中心和提供良好的住宿，而且因为设有良好的板条步行道，所以非常容易方便行走。电筒和良好的步行鞋是必备的物品。洞穴里没有亮灯，板条步行道因长期洞穴滴水和蝙蝠放粪便而变得很滑。宽边帽子在这时候可以发挥真正作用。游客若在夕阳时分离开尼亚大山洞将会看见两大乌云交汇。那那是每晚的交替换更，成千成万的金丝燕归巢，同时数量几乎一样的蝙蝠出巢到森林去觅食。在晚上，在板条人行道上可看见一些发光的真菌。

## 世界遺產登錄
2024年7月21-31日，第46屆世界遺產委員會於印度新德里召開，由馬來西亞申報的項目「尼亞國家公園洞穴考古遺產」經大會通過，為馬來西亞第五個文化遺產，編號為1014，該遺產包含一個項目。
该世界遗产被认为满足世界遺產登錄基準中的以下基準而予以登錄：
- （iii）呈现有关现存或者已经消失的文化传统、文明的独特或稀有之证据。
- （iv）关于呈现人类历史重要阶段的建筑类型，或者建筑及技术的组合，或者景观上的卓越典范。

| 世界遺產編號 | 名稱                                           | 所在地                                        | 保護範圍  | 緩衝範圍   |
| ------------ | ---------------------------------------------- | --------------------------------------------- | --------- | ---------- |
| 1014         | 尼亞國家公園洞穴（Niah National Park's Caves） | 3°48′50″N 113°46′53″E / 3.81389°N 113.78139°E | 589.0公頃 | 4542.0公頃 |